# Kościół Najświętszego Serca Jezusowego w Jabłonnie
Kościół Najświętszego Serca Jezusowego w Jabłonnie – kościół parafialny w Jabłonnie, w województwie wielkopolskim, wpisany do rejestru zabytków. 
Budowla pochodzi z 1852 r. i posiada wieżę z piramidalnym hełmem. Pierwotnie była świątynią ewangelicką. W 1948 r. założono tutaj parafię katolicką oraz dobudowano prezbiterium i zakrystię.